# Perth Glory Football Club
Il Perth Glory Football Club, meglio noto come Perth Glory, è una società calcistica australiana con sede nella città di Perth, capoluogo dell'Australia Occidentale. Milita nella A-League Men, la massima serie del campionato australiano di calcio.
Fondato nel 1995, il Perth Glory è, assieme ad Adelaide United e Newcastle Jets, una delle tre squadre australiane sopravvissute alla National Soccer League. Ha vinto due titoli NSL (2003 e 2004) e per due volte è arrivato in finale (2000, 2002). Dalla fondazione della A-League, ha ottenuto per una volta il primo posto in campionato (2018-2019) e per due volte è arrivato in finale (2012, 2019), mentre è stato per due volte finalista della FFA Cup (2014, 2015).
Gioca le proprie partite interne al Perth Oval.

## Storia
Nel 1977, anno di nascita della National Soccer League (NSL), la città di Perth manifestò interesse per l'adesione al campionato australiano di calcio, ma problemi logistici e finanziari suggerirono alla federcalcio nazionale di non consentire l'ingresso nella lega a una squadra dell'Australia Occidentale. Fino al 1994 l'intero stato della West Australia continuò dunque a non avere rappresentanza nel campionato nazionale.
Nel 1994 un gruppo di uomini d'affari guidati da Joe Claudio fondò il Perth Kangaroos IFC, club che militò per una stagione nel campionato singaporiano di calcio, vincendolo per altro facilmente, prima della dissoluzione dello stesso club, dovuta alle gravi perdite economiche, stanti i magri incassi nelle partite casalinghe.
Il 1º dicembre 1995 fu ufficialmente presentato un nuovo sodalizio, il Perth Glory Football Club, che esordì nella NSL nella stagione 1996-1997. Per le prime due stagioni il ruolo di allenatore fu affidato a Gary Marocchi, italo-australiano già calciatore dell'Adelaide City e tecnico del Perth Kangaroos. La squadra sfiorò l'accesso ai play-off nel 1996-1997, piazzandosi settima, e nel 1997-1998, quando giunse ottava.
Nella stagione 1996-1997 le stelle erano Vinko Buljubašić, Bobby Despotovski e Vas Kalogeracos e il neozelandese Gavin Wilkinson, mentre i gradi di capitano furono assegnati a Gareth Naven. L'esordio in NSL coincise con una sconfitta per 4-1 contro il Sydney Olympic, con gol del Glory segnato da Scot Alan MacKenzie. Malgrado il brutto inizio, i risultati seguenti furono migliori e videro anche una vittoria contro il Melbourne Knights, campioni in carica. La qualificazione ai play-off svanì all'ultima giornata, quando il Perth Glory, cui bastava un pareggio, fu sconfitto dal Melbourne Knights, in un match che vide la controversa espulsione di Paul Strudwick.
Nel 1997-1998 la squadra, pure rinforzata dagli innesti di Ernie Tapai, Danny Hay e dei nigeriani Samson Siasia e Peter Anosike, non andò oltre l'ottavo posto e Marocchi fu esonerato.
La squadra passò dunque nelle mani del tecnico Bernd Stange, già CT della Germania Est, che nell'annata del proprio esordio portò la squadra ai play-off. Grazie ai nuovi acquisti John Markovski e Con Boutsianis, l'affermazione di Jamie Harnwell quale uno dei migliori difensori del torneo (al posto dell'infortunato Vinko Buljubašić), la squadra migliorò notevolmente il rendimento, anche se un calo nel finale di stagione negò al club un piazzamento nei primi due posti, facendola concludere con la terza piazza. Nei play-off la squadra di Stange superò l'Adelaide City al primo turno e il Marconi Stallions nella semifinale preliminare, poi cadde contro il Sydney Utd 58 in semifinale.
Il Glory fece ancora meglio nel 1999-2000, quando, puntellato l'organico con gli ingaggi dei giovani Ivan Ergić, Jason Petković e Olyroo Kasey Wehrmann, riuscì a vincere il campionato regolare di NSL e a raggiungere la finale dei play-off per il titolo. Superato in semifinale il Wollongong Wolves in modo sofferto, grazie ad un gol all'80º minuto della sfida di ritorno e a un golden gol nei tempi supplementari, il Perth Glory ritrovò in finale proprio i Wolves, che dopo il k.o. contro il Glory avevano sconfitto il Carlton. Pur avendo chiuso il primo tempo in vantaggio per 3-0, la squadra di Stange subì tre reti nella ripresa, chiudendo il match sul 3-3. Ai supplementari il risultato non cambiò e ai rigori ebbero la meglio i Wolves per 7-6, aggiudicandosi il titolo. Il Glory fu comunque autore di un'ottima stagione, nonostante i problemi avuti da Stange con Vas Kalogeracos e Con Boutsianis, che avevano entrambi lasciato il club e i dissapori con la società, che prima gli aveva comunicato in anticipo la fine del rapporto una volta arrivata la fine della stagione e poi fu constretta a fare marcia indietro di fronte alle proteste dei tifosi.
Nella stagione 2000-2001 la squadra segnò tanto (secondo migliore attacco del torneo), ma l'epilogo dell'annata fu deludente: malgrado gli acquisti di Damian Mori (che formò un ottimo duo d'attacco con Bobby Despotovski) e Brad Maloney, affiancati alla giovane stella Ljubo Miličević, il campionato si chiuse con il terzo posto, poi arrivò l'eliminazione contro il Melbourne Knights per la regola ei gol fuori casa nel turno preliminare dei play-off (0-0 a Melbourne e 2-2 a Perth, con inutile rimonta di due gol). Stange fu dunque esonerato.

## Palmarès

### Competizioni nazionali
- National Soccer League: 2

2003, 2004
- Premier's Plate: 1

2018-2019

### Altri piazzamenti
- Campionato australiano:

Secondo posto: 2011-2012, 2018-2019
- FFA Cup:

Finalista: 2014, 2015

## Organico

### Rosa 2024-2025
Rosa e numeri come da sito ufficiale.
| N. |                          | Ruolo | Calciatore          |
| -- | ------------------------ | ----- | ------------------- |
| 1  | Nuova Zelanda (bandiera) | P     | Oliver Sail         |
| 2  | Australia (bandiera)     | D     | Riley Warland       |
| 3  | Belgio (bandiera)        | D     | Anas Hamzaoui       |
| 4  | Australia (bandiera)     | C     | Luke Bodnar         |
| 5  | Australia (bandiera)     | D     | Lachlan Barr        |
| 6  | Australia (bandiera)     | C     | Brandon O'Neill     |
| 7  | Australia (bandiera)     | C     | Nicholas Pennington |
| 8  | Australia (bandiera)     | C     | Mustafa Amini       |
| 9  | Australia (bandiera)     | A     | David Williams      |
| 10 | Australia (bandiera)     | C     | Nikola Mileusnic    |
| 11 | Giappone (bandiera)      | C     | Hiroaki Aoyama      |
| 12 | Australia (bandiera)     | C     | Taras Gomulka       |
| 13 | Australia (bandiera)     | P     | Cameron Cook        |
| 14 | Australia (bandiera)     | A     | Nathanael Blair     |
| 15 | Australia (bandiera)     | D     | Zach Lisolajski     |

| N. |                      | Ruolo | Calciatore         |
| -- | -------------------- | ----- | ------------------ |
| 16 | Australia (bandiera) | C     | Adam Bugarija      |
| 17 | Australia (bandiera) | C     | Jarrod Carluccio   |
| 19 | Australia (bandiera) | D     | Joshua Risdon      |
| 20 | Australia (bandiera) | C     | Trent Ostler       |
| 21 | Australia (bandiera) | C     | Abdelelah Faisal   |
| 22 | Australia (bandiera) | A     | Adam Taggart       |
| 23 | Ecuador (bandiera)   | D     | Luis Cangá         |
| 24 | Australia (bandiera) | D     | Andriano Lebib     |
| 25 | Australia (bandiera) | C     | Jaylan Pearman     |
| 26 | Australia (bandiera) | C     | Khoa Ngo           |
| 27 | Australia (bandiera) | C     | William Freney     |
| 28 | Australia (bandiera) | D     | Kaelan Majekodunmi |
| 29 | Australia (bandiera) | D     | Jacob Muir         |
| 31 | Australia (bandiera) | C     | Joel Anasmo        |
|    | Colombia (bandiera)  | C     | Cristian Caicedo   |